# Метсакюла (Хяэдемеэсте)
Ме́тсакюла (эст. Metsaküla) — деревня в волости Хяэдемеэсте уезда Пярнумаа, Эстония.
До административной реформы местных самоуправлений Эстонии 2017 года входила в состав волости Тахкуранна (упразднена).

## География и описание
Расположена на берегу Пярнуского залива, в 15 км к югу от уездного центра — города Пярну. Высота над уровнем моря — 3 метра.
Через деревню проходит шоссе Таллин—Пярну—Икла. На территории деревни расположена часть природного заповедника Уулу-Выйсте.
Климат умеренный. Официальный язык — эстонский. Почтовый индекс — 86506.

## Население
По переписи населения 2021 года, в Метсакюла насчитывалось 55 жителей, все — эстонцы.
По данным переписи населения 2011 года, в деревне проживали 70 человек, также все — эстонцы.
Численность населения деревни Метсакюла по данным переписей населения:
| Год  | 1959 | 1970  | 1979 | 1989 | 2000 | 2011 | 2021 |
| ---- | ---- | ----- | ---- | ---- | ---- | ---- | ---- |
| Чел. | 125  | ↘ 113 | ↘ 95 | ↘ 82 | ↘ 75 | ↘ 70 | ↘ 55 |

## История
Деревня возникла в середине XIX века. На военно-топографических картах Российской империи (1846–1867 годы), в состав которой входила Лифляндская губерния, она обозначена как Метца.
В списках деревень 1922 года значились деревни Метса I и Метса II, которые в 1945 году были объединены в деревню Метса. С 1970 года она носит название Метсакюла.
В советское время деревня относилась к колхозу имени В. И. Ленина.
В 1950 году на расположенной на территории деревни братской могиле советских воинов, павших в Великой Отечественной войне (исторический памятник с 1997 до 2023 года), был установлен памятник с надписью «Слава героям, павшим за свободу нашей Родины 1941—1945». По советским данным, здесь похоронены 66 человек. В 1984 году перед памятником была установлена плита с 17 именами. В протоколе рабочей группы по советским памятникам при Госканцелярии Эстонии (РГСП) от 30 ноября 2022 года памятник признан «красным» монументом. РГСП указала на необходимость заменить текст и удалить красную звезду (т. е. сделать памятник «нейтральным»). Останки перезахоронению не подлежат, т. к. братская могила находится на кладбище Метсакюла (см. Список советских военных памятников Эстонии).

## Комментарии
1. ↑  Эстонские топонимы, оканчивающиеся на -а, в русском языке не склоняются[7], а род получают по родовому слову, например, деревне присваивается женский род, хотя в эстонском языке нет категории рода.